# Karl Leonhard
Karl Leonhard (ur. 21 marca 1904 w Edelsfeld, zm. 23 kwietnia 1988 w Berlinie) – niemiecki lekarz psychiatra, uczeń i współpracownik Karla Kleista, kontynuator szkoły psychiatrycznej Carla Wernickego, autor klasyfikacji endogennych zaburzeń psychotycznych.

## Życiorys
Uczęszczał do Humanistisches Gymnasium w Weiden. Studiował medycynę na Uniwersytecie Fryderyka i Aleksandra w Erlangen, Uniwersytecie Fryderyka Wilhelma w Berlinie oraz Uniwersytecie Ludwika i Maksymiliana w Monachium. W 1936 został ordynatorem kliniki psychiatrycznej Uniwersytetu Johanna Wolfganga Goethego we Frankfurcie nad Menem. W 1937 roku habilitował się. Po wojnie do 1957 pracował w Erfurcie, następnie przeniósł się do Berlina (wschodniego) i objął klinikę psychiatrii szpitala Charité. W 1969 przeszedł na emeryturę.
Prace Leonharda początkowo znane były jedynie w niemieckim obszarze językowym, co zmieniło się po przetłumaczeniu w 1979 jego monografii na angielski.
W 1984 został odznaczony Orderem „Gwiazda Przyjaźni między Narodami”.
W 1995 ukazała się jego autobiografia. Myśl naukową Karla Leonharda popularyzuje towarzystwo naukowe Wernicke-Kleist-Leonhard-Gesellschaft.

## Klasyfikacja Leonharda
Leonhard, na podstawie prac Kleista i własnych badań, zaproponował następujący podział psychoz:
psychozy fazowe bez psychoz cykloidalnych
- choroba maniakalno-depresyjna
- czysta melancholia i czysta mania
  - czysta melancholia
  - czysta mania
- czyste depresje i czyste euforie
  - czyste depresje
    - depresja agitowana (niem. gehetzte Depression)
    - depresja hipochondryczna
    - depresja samoudręczająca (niem. selbstquälerische Depression)
    - depresja podejrzliwa (niem. argwöhnische Depression)
    - depresja apatyczna

  - czyste euforie
    - euforia nieproduktywna
    - euforia hipochondryczna
    - euforia egzaltowana
    - euforia konfabulacyjna
    - euforia obojętna

psychozy cykloidalne
- psychoza lękowo-ekstatyczna (niem. Angst-Glücks-Psychose)
- psychoza splątaniowa z pobudzeniem-zahamowaniem (niem. erregt-gehemmte Verwirrtheitspsychose)
- psychoza ruchowa hiperkinetyczno-akinetyczna (niem. hyperkinetisch-akinetische Motilitätspsychose)

schizofrenie nieukładowe
- parafrenia afektywna
- katafazja (schizofazja)
- katatonia okresowa

schizofrenie układowe
- proste schizofrenie układowe
  - katatonie układowe
    - katatonia parakinetyczna
    - katatonia manieryczna
    - katatonia proskinetyczna
    - katatonia negatywistyczna
    - katatonia mutystyczna
    - katatonia wymowna

  - hebefrenie układowe
    - wesołkowata
    - ekscentryczna
    - płytka
    - autystyczna

  - parafrenie układowe
    - hipochondryczna
    - fonemiczna
    - rozkojarzeniowa
    - fantastyczna
    - konfabulacyjna
    - ekspansywna
- złożone schizofrenie układowe
  - złożone katatonie układowe
  - złożone hebefrenie układowe
  - złożone parafrenie układowe

katatonie wieku dziecięcego

schizofrenie wieku dziecięcego.

## Wybrane prace
- Über kapillarmikroskopische Untersuchungen bei zirkulären und schizophrenen Kranken und über die Beziehungen der Schlingenlänge zu bestimmten Charakterstrukturen. Halle: Marhold, 1928
- Die defektschizophrenen Krankheitsbilder. Ihre Einteilung in zwei klinisch und erbbiologisch verschiedene Gruppen und in Unterformen vom Charakter der Systemkrankheiten. Leipzig: Thieme, 1936
- Involutive und idiopathische Angstdepression in Klinik und Erblichkeit. Leipzig: Thieme, 1937
- Aufteilung der endogenen Psychosen und ihre differenzierte Ätiologie. Berlin: Akademie-Verlag, 1957
- Zur Frage des spezifischen Ausfalls nach Leukotomie. Deutsche Zeitschrift für Nervenheilkunde 186, (4), S. 317-322, 1964
- Individualtherapie der Neurosen. Jena: G. Fischer Verlag, 1965
- Bedeutende Persönlichkeiten in ihren psychischen Krankheiten. Beurteilung nach ihren eigenen Schriften und Briefen. Berlin: Akademie Verlag, 1988
- Meine Person und meine Aufgaben im Leben. Hildburghausen: Verlag Frankenschwelle H.-J. Sailer, 1995